# Richard Butler (Politiker)

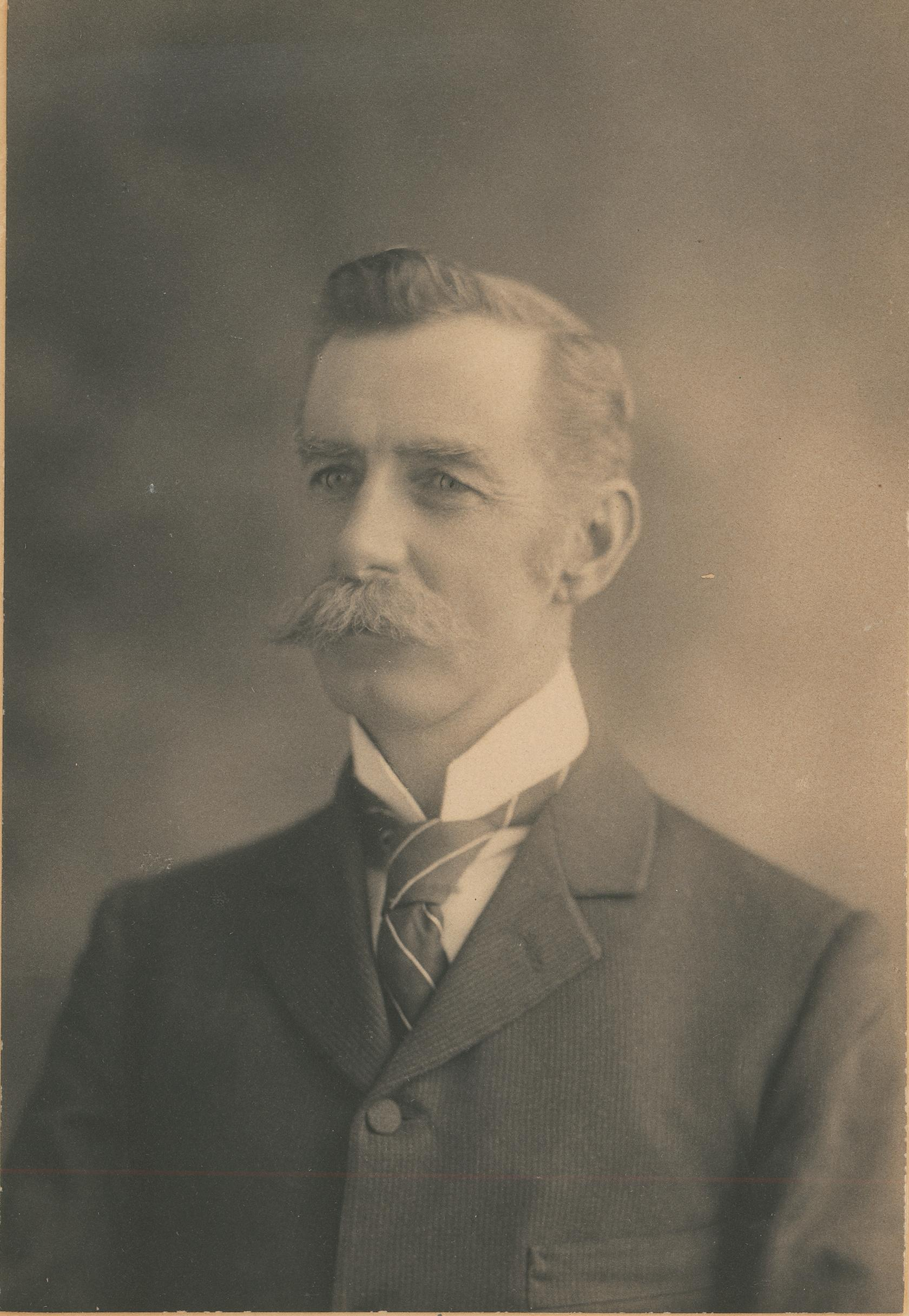
Richard Butler (1900)

Hon. Sir Richard Butler, Kt (* 3. Dezember 1850 in Stadhampton, Oxfordshire, England; † 28. April 1925 in South Croydon, England) war ein australischer konservativer Politiker, der später der Liberal Union sowie der Liberal Federation angehörte und unter anderem von 1890 bis 1924 Mitglied des South Australian House of Assembly sowie mehrmals Minister war. 1905 fungierte er für 147 Tage als Premierminister von South Australia sowie zuletzt von 1921 bis 1924 als Sprecher (Speaker) der South Australian House of Assembly.

## Leben

### Abgeordneter und Minister
Richard Butler kam als Kind nach South Australia, wo sein gleichnamiger Vater Richard Butler eine pastorale Weidewirtschaft betrieb. Er selbst war zunächst ebenfalls als Farmer und Viehzüchter tätig und wurde am 13. August 1890 als Nachfolger von James Cowan im Zwei-Personen-Wahlkreis Yatala erstmals zum Mitglied der South Australian House of Assembly gewählt, des Unterhauses des Parlaments von South Australia. Er vertrat diesen Wahlkreis bis zu dessen Auflösung am 2. Mai 1902. Seine frühen Jahre im Parlament zeichneten sich durch eine gewisse Flexibilität in der politischen Position und Ausrichtung aus und unterstützten inhaltlich sowohl die zweite Regierung von Premier Thomas Playford II (19. August 1890 bis 21. Juni 1892) als auch die konservative zweite Regierung von Premier John Downer (15. Oktober 1892 bis 16. Juni 1893), bevor er 1893 seine Loyalität auf die liberale Regierung von Premier Charles Kingston (16. Juni 1893 bis 1. Dezember 1899) übertrug. 1893 sowie erneut zwischen 1896 und 1897 fungierte er als Government Whip Parlamentarischer Geschäftsführer der Fraktion der Regierung in der Legislativversammlung. Er unterstützte das Frauenwahlrecht und die freie Bildung, lehnte jedoch den Freihandel ab.
Am 13. April 1898 wurde Butler schließlich in die Regierung Kingston berufen und bekleidete in dieser bis zum 1. Dezember 1899 die Ämter als Bildungsminister (Minister of Education) sowie zugleich als Landwirtschaftsminister (Minister of Agriculture). Er wurde am 15. Mai 1901 zum Schatzminister (Treasurer) in die liberale Regierung von Premier John Jenkins berufen, das in den nächsten drei Jahren konservativer wurde, als die finanziellen und politischen Probleme, die durch die Gründung des Australischen Bundes am 1. Januar 1901 verursacht und durch die Dürre sowie die darauf folgende Depression verschärft wurden, zunahmen. Butlers finanzieller Realismus machte ihn unbeliebt, aber er war ein effizienter, wenn auch rücksichtsloser Schatzminister, der die öffentlichen Haushalte durch Ausgabenkürzungen ausglich.
Nach der Auflösung seines bisherigen Wahlkreises Yatala wurde er am 3. Mai 1902 als Nachfolger von James Hague im Drei-Personen-Wahlkreis Barossa abermals zum Mitglied der Legislativversammlung gewählt. Er gehörte dieser bis zu seiner Wahlniederlage am 5. April 1924 an und wurde daraufhin von George Cooke abgelöst, wobei er seit dem 10. August 1904 die Farmers and Producers Political Union, ab dem 2. April 1910 die Liberal Union sowie zuletzt seit dem 16. Oktober 1923 die daraus hervorgegangene Liberal Federation vertrat.

### Premierminister von South Australia und Sprecher derSouth Australian House of Assembly

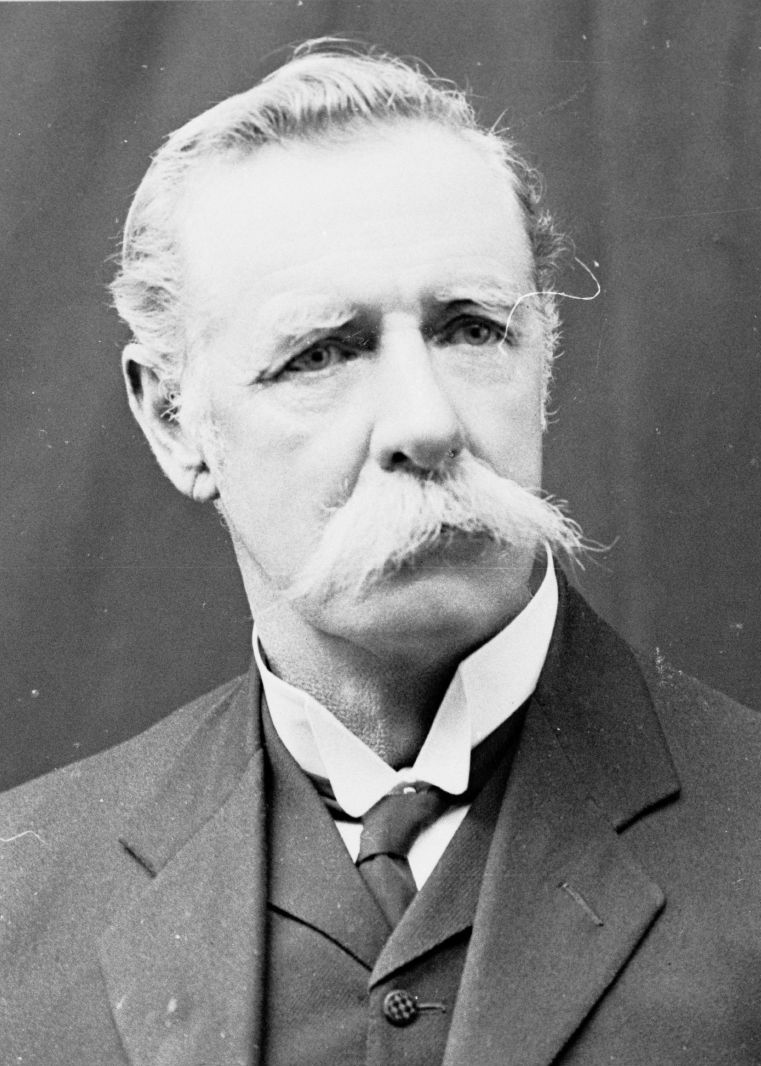
Richard Butler (1905)

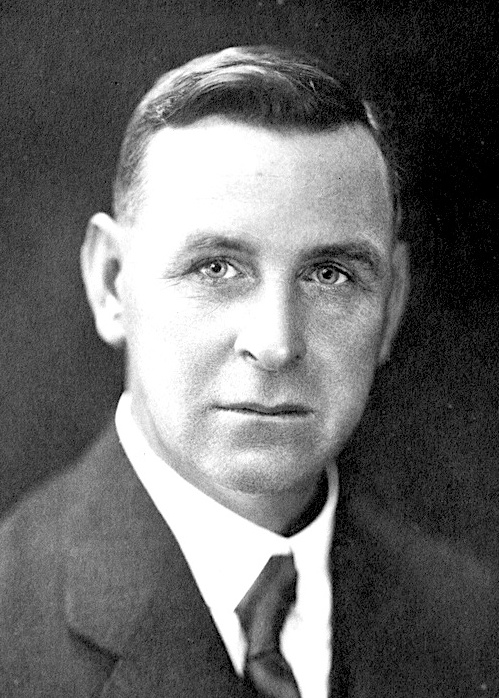
Sir Richard Layton Butler, einer der Söhne von Sir Richard Butler, war zwischen 1927 und 1930 und erneut von 1933 bis 1938 Premier von South Australia.

Butler verbündete sich mit anderen Mitgliedern der konservativen Farmers and Producers Political Union und wurde als Nachfolger von John Jenkins am 1. März 1905 selbst Premierminister von South Australia., teilweise aufgrund der Faktionsbildung der nicht zur Australian Labor Party (ALP) gehörenden Politiker. In seiner Regierung übernahm er zugleich vom 1. März bis zum 26. Juli 1905 die Ämter als Schatzminister und als Minister für Ländereien der Krone und Einwanderung (Commissioner of Crown Lands and Immigration). Nachdem die ALP bei den Wahlen am 27. Mai 1905 mit 15 der 42 Sitze in der Legislativversammlung als stärkste Fraktion hervorging, trat er am 26. Juli 1905 nach 147 Tagen Amtszeit als Premier zurück, woraufhin der bisherige Oppositionsführer Thomas „Tom“ Price von Labor Party neuer Premier wurde. Butler wiederum fungierte im Anschluss vom 26. Juli 1905 bis zum 22. Dezember 1909 als Oppositionsführer im House of Assembly. Am 12. September 1905 wurde ihm der Höflichkeitstitel The Honourable verliehen.
In der ersten Regierung von Premier Archibald Peake von der Liberal and Democratic Union übernahm Butler zwischen dem 22. Dezember 1909 bis zum 3. Juni 1910 die Ämter als Schatzminister sowie zugleich als Minister für das Nordterritorium (Minister for the Northern Territory), welches zwischen dem 6. Juli 1863 und dem 1. Januar 1911 unter der Verwaltung von South Australia stand. Nach zwei Jahren in der Opposition bekleidete er in der zweiten Regierung von Premier Peake, der nunmehr Vorsitzender der Liberal Union war, vom 17. Februar 1912 bis zum 3. April 1915 die Ämter als Bergbauminister (Minister of Mines) und als Marineminister (Minister of Marine) sowie zwischen dem 17. Februar 1912 und dem 19. November 1914 als Minister für öffentliche Arbeiten (Commissioner of Public Works), ehe er zuletzt zusätzlich vom 19. November 1914 bis zum 3. April 1915 als Minister für Ländereien der Krone (Commissioner of Crown Lands) fungierte. Für seine Verdienste wurde Butler am 11. Juli 1913 als Knight Bachelor (Kt) nobilitiert, wodurch er fortan das Prädikat „Sir“ führte.
Am 14. Juli 1917 wurde Sir Richard Butler auch in die dritte Regierung von Premier Peake berufen und bekleidete in dieser bis zum 7. Mai 1919 die Ämter als Schatzminister und zugleich als Eisenbahnminister (Minister of Railways) sowie ferner in Personalunion zwischen dem 19. Dezember 1918 und 1919 als Landwirtschaftsminister. Drei königliche Kommissionen (Royal Commission) führten Untersuchungen wegen angeblicher Unregelmäßigkeiten in seiner Funktion als Landwirtschaftsminister durch. Er wurde am 7. Mai 1919 vom Exekutivrat (Executive Council) entlassen, nachdem er sich auf Peakes Bitte geweigert hatte, zurückzutreten. Man ging davon aus, dass er von allen Anklagen freigesprochen wurde, nachdem die endgültige Kommission es versäumt hatte, darauf Bezug zu nehmen. Er wurde daher am 21. Juli 1921 als Nachfolger von Frederick Coneybeer zum als Sprecher (Speaker) der South Australian House of Assembly und damit zum Präsidenten des Parlaments gewählt. Butler schied nach seiner Niederlage bei den Wahlen am 5. April 1924 aus der Legislativversammlung, woraufhin John McInnes neuer Speaker of the South Australian House of Assembly wurde. Ein Jahr später verstarb am 28. April 1925 während einer kurzen Reise nach England.
Richard Butler war zwei Mal verheiratet, und zwar in erster Ehe vom 2. Januar 1878 bis zu deren Tod am 17. April 1893 mit Helena Kate Layton. Aus dieser Ehe gingen acht Kinder hervor, darunter der spätere Politiker Sir Richard Layton Butler (1885–1966), der unter anderem von 1915 bis 1918 sowie zwischen 1921 und 1938 Mitglied des South Australian House of Assembly sowie zwischen 1927 und 1930 und erneut von 1933 bis 1938 Premierminister von South Australia war. Nach dem Tode seiner ersten Ehefrau heiratete er am 7. Juni 1894 in zweiter Ehe Ethel Pauline Finey (1864–1952). Aus dieser Ehe gingen drei weitere Kinder hervor.

## Hintergrundliteratur
- R. Daunton-Fear: Sir Richard Butler, B.A. Thesis, Flinders University, 1970
- Parliament of South Australia: Statistical Record of the Legislature 1836–2007 (Memento vom 11. März 2019 im Internet Archive)
- Gordon Desmond Combe: Responsible Government in South Australia, Band 1, Wakefield Press, 2009, ISBN 978-1-86254-843-5 (Onlineversion (Auszug))